# فيني سوليفان
فيني سوليفان (بالإنجليزية: Vinny Sullivan)‏ (19 أبريل 1981 في جمهورية أيرلندا - ) هو لاعب كرة قدم أيرلندي في مركز الهجوم. لعب مع نادي سلتيك ونادي كورك سيتي وووترفورد يونايتد ونادي كاودينبيث لكرة القدم ونادي ليفينغستون لكرة القدم.